# Прешак-Наварренс
Преша́к-Наварре́нс (фр. Préchacq-Navarrenx) — коммуна во Франции, находится в регионе Аквитания. Департамент — Атлантические Пиренеи. Входит в состав кантона Кёр-де-Беарн. Округ коммуны — Олорон-Сент-Мари.
Код INSEE коммуны — 64459.

## География

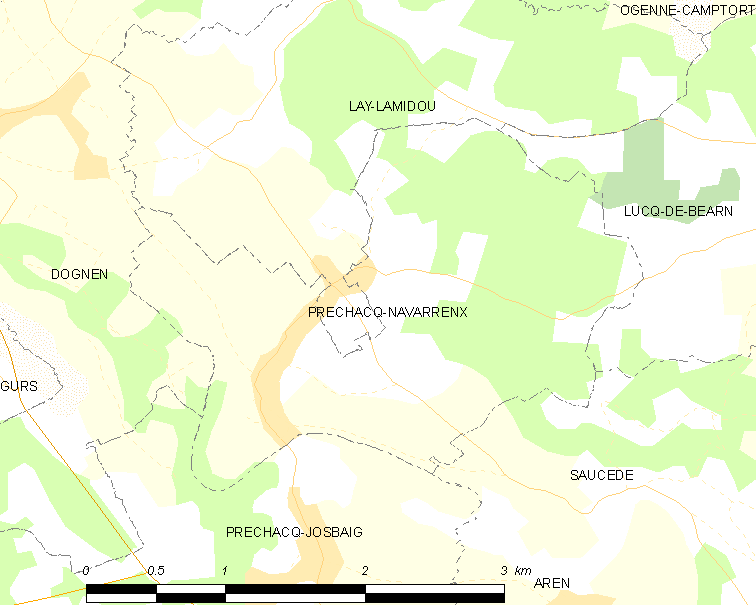
Карта коммуны

Коммуна расположена приблизительно в 670 км к югу от Парижа, в 175 км южнее Бордо, в 29 км к западу от По.
По территории коммуны протекает река Гав-д’Олорон.

### Климат
Климат тёплый океанический. Зима мягкая, средняя температура января — от +5°С до +13°С, температуры ниже −10 °C бывают редко. Снег выпадает около 15 дней в году с ноября по апрель. Максимальная температура летом порядка 20-30 °C, выше 35 °C бывает очень редко. Количество осадков высокое, порядка 1100 мм в год. Характерна безветренная погода, сильные ветры очень редки.

## Население
Население коммуны на 2010 год составляло 168 человек.
| 1962 | 1968 | 1975 | 1982 | 1990 | 1999 | 2010 |
| ---- | ---- | ---- | ---- | ---- | ---- | ---- |
| 218  | 200  | 197  | 173  | 161  | 153  | 168  |

## Администрация
| Период | Период | Фамилия            | Партия       | Примечания |
| ------ | ------ | ------------------ | ------------ | ---------- |
| 1995   | 2014   | Серж Ларре-Лассаль | Разные левые |            |
| 2014   | 2020   | Флоран Лаборд      |              |            |

## Экономика
В 2010 году среди 107 человек трудоспособного возраста (15-64 лет) 84 были экономически активными, 23 — неактивными (показатель активности — 78,5 %, в 1999 году было 74,2 %). Из 84 активных жителей работали 77 человек (41 мужчина и 36 женщин), безработных было 7 (4 мужчины и 3 женщины). Среди 23 неактивных 7 человек были учениками или студентами, 12 — пенсионерами, 4 были неактивными по другим причинам.

## Достопримечательности
- Церковь Св. Марии Магдалины (XIX век)[4]